# Amblyceps protentum
Amblyceps protentum är en fiskart som beskrevs av Ng och Wright 2009. Amblyceps protentum ingår i släktet Amblyceps och familjen Amblycipitidae. IUCN kategoriserar arten globalt som otillräckligt studerad. Inga underarter finns listade i Catalogue of Life.